# Oulad Abdoune
Oulad Abdoune (franska: Oulad Abdoune (CR), Oulad Abdoune (Commune Rurale), arabiska: مفاسيس) är en kommun i Marocko.   Den ligger i provinsen Khouribga och regionen Béni Mellal-Khénifra, i den norra delen av landet, 130 km söder om huvudstaden Rabat. Antalet invånare är 12 829.